# Vis (rivier)
De Vis is een zijrivier van de Hérault in het zuiden van Frankrijk, in de regio Occitanië, tussen de departementen Gard en Hérault. Een groot deel van zijn loop stroomt de rivier door een diepe kloof, de Gorges de la Vis, vooral bekend vanwege het prachtige panorama bij het Cirque de Navacelles.

## Etymologie
Het toponiem Vis stamt van het Indo-Europese war of vir en betekent eenvoudigweg water.

## Geografie

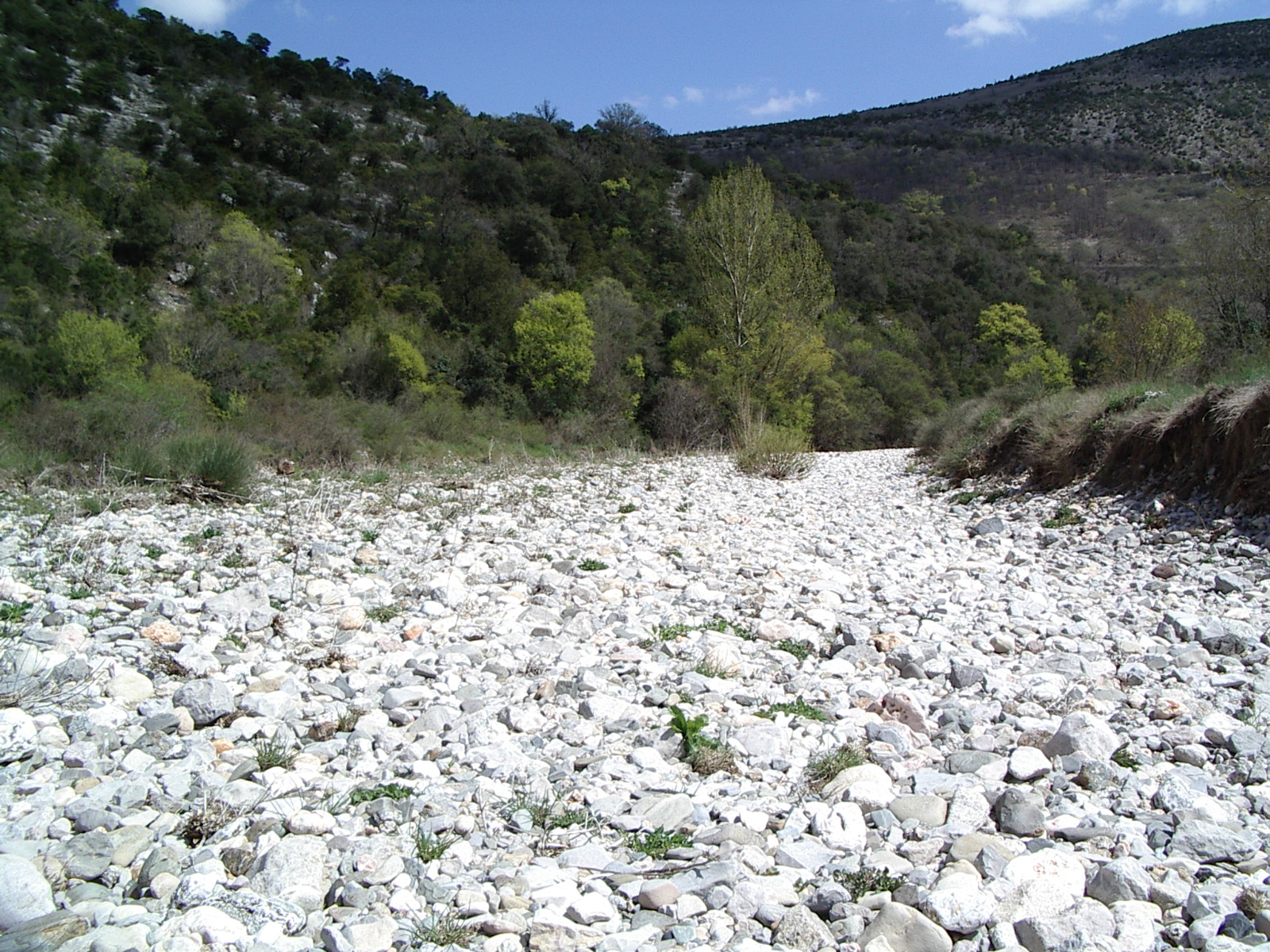
De Vis nabij Vissec

De Vis ontspringt nabij de col de l'Homme-Mort in de Montagne de Lingas, departement Gard. De bron ligt in het Nationaal Park Cevennen. Na een tiental kilometer bereikt de rivier het stadje Alzon, om kort daarna, bij de moulin de Larcy onder de grond te verdwijnen.
De volgende 15 km graaft de kloof van de Vis zich steeds dieper in tussen de Causse de Campestre-et-Luc, de Causse de Blandas en vervolgens de Causse du Larzac, terwijl de bedding meestal droog blijft. Bij Camp d'Altou, 1 km stroomopwaarts van Vissec, wordt de Vis vervoegd door zijn belangrijkste zijrivier, de Virenque. Het dorp Vissec wordt omcirkeld door een meander van de droge Vis en markeert de ingang van de Gorges de la Vis.

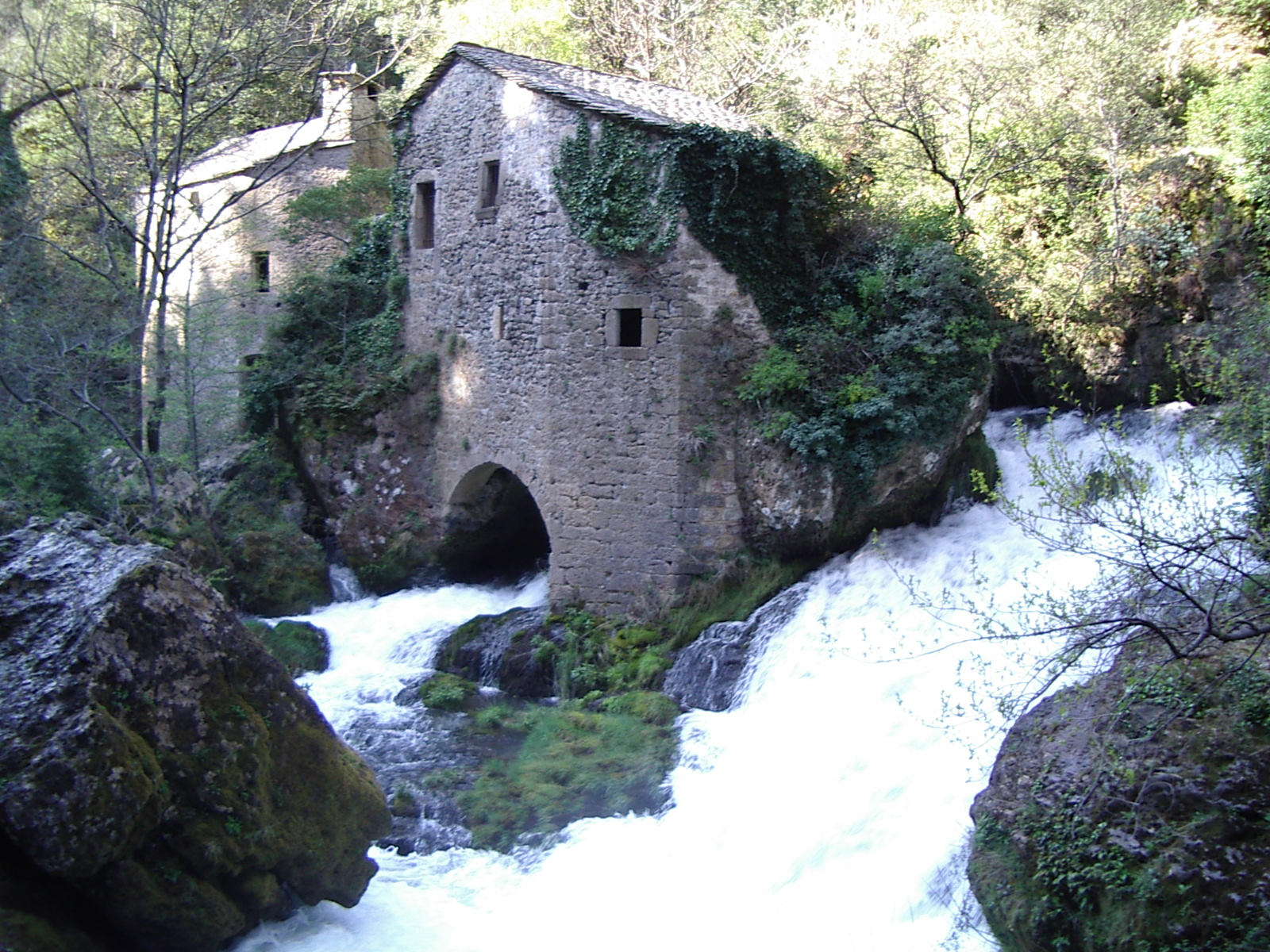
De résurgence de la Foux

Enkele kilometers stroomafwaarts verschijnt de rivier op een zeer spectaculaire manier terug aan de oppervlakte bij de résurgence de la Foux, zo genoemd naar de watermolens 'Moulins de la Foux' die op de resurgentie gebouwd zijn.

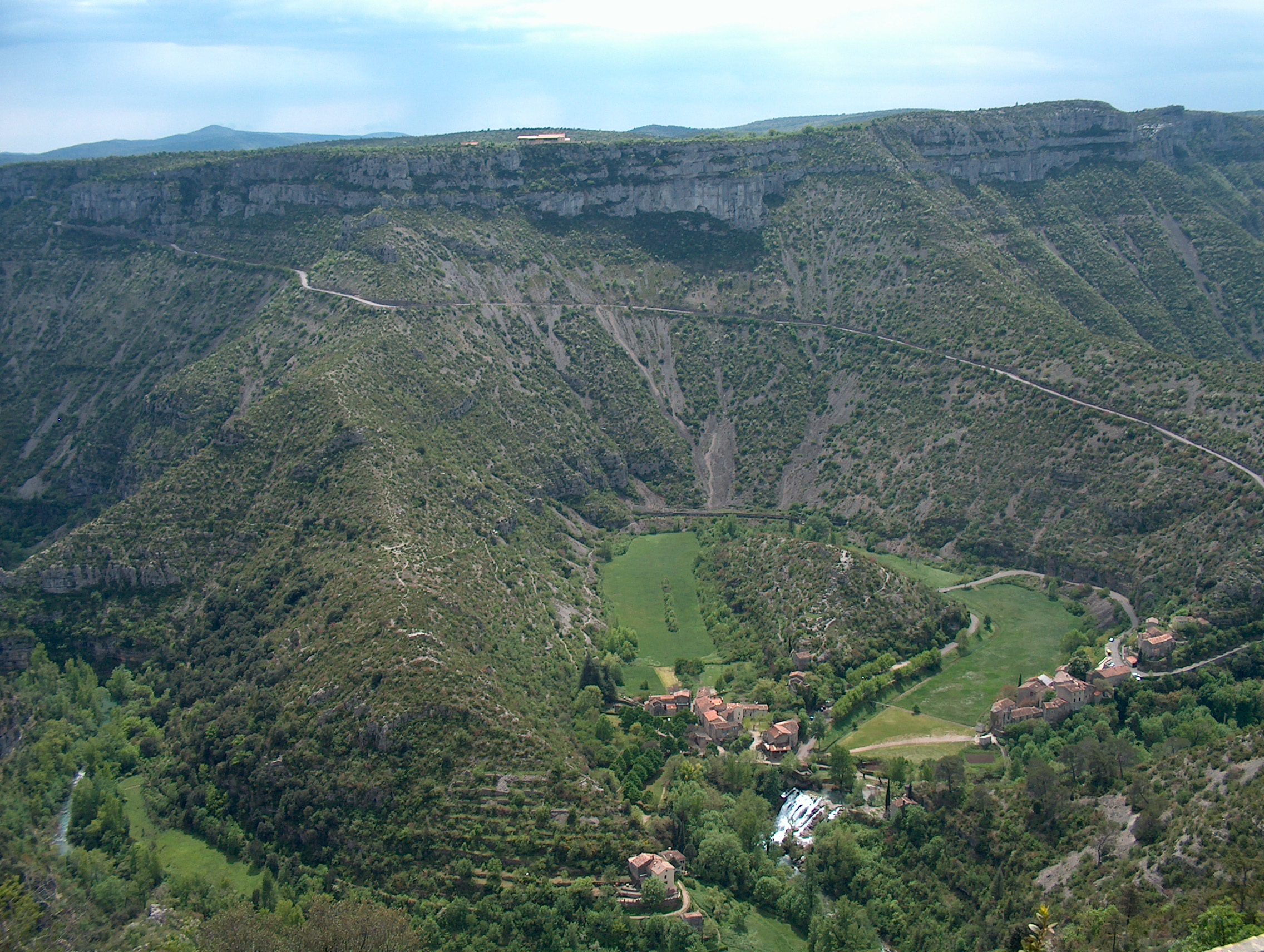
Het Cirque en de waterval van Navacelles

De Vis snijdt vervolgens via een waterval een meander af bij het dorp Navacelles en vormt zo het Cirque de Navacelles. Stroomafwaarts Navacelles bereikt de canyon zijn grootste diepte, en meandert nog een dertigtal kilometer verder tot aan Saint-Laurent-le-Minier om uit te monden in de Hérault stroomopwaarts van Ganges, departement Hérault.

## Hydrologie
De Vis is een typische rivier voor de Cevennen, met een zeer onregelmatig debiet. In vergelijking met de andere rivieren van het Hérault-bekken is het een krachtige rivier, met een gemiddeld jaardebiet van 10,00 m³/s (gemeten nabij Saint-Laurent-le-Minier). De jaarlijkse neerslaghoeveelheid in het stroomgebied is 953 mm, of driemaal zoveel als de gemiddelde hoeveelheid voor heel Frankrijk.

## Biotopen, flora en fauna en bescherming
De Vis stroomt voor het grootste deel van zijn loop door een kalkplateau, wat in combinatie met de hoogteverschillen en het mediterraan klimaat een lappendeken geeft van naaldbos, loofbos, kalkgraslanden en lapiaz (blootliggende kalkrotsen), kliffen, puinkegels in verschillende stadia van verwering, en grotten. Onder andere door deze variatie aan natuurlijke biotopen en micro-klimaten is ook de biodiversiteit, de soortenrijkdom aan planten en dieren, bijzonder groot.
De vallei is net als de rest van de causses zeer rijk aan orchideeën en andere kalk- en warmteminnende planten.
In en rond de rivier leven o.a. de meditterane barbeel (Barbus meridionalis, de rivierdonderpad (Cottus gobio) en de soufie (Leuciscus souffia), de otter (Lutra lutra), een achttal verschillende vleermuissoorten en de ijsvogel (Alcedo atthis), terwijl hoger in de canyon talrijke roofvogels foerageren, zoals de steenarend (Aquila chrysaetos), de vale gier (Gyps fulvus ) en de monniksgier (Aegypius monachus).
Vanwege deze grote natuurlijke rijkdom is het Natura 2000-natuurgebied Gorges de la Vis et de la Virenque, met een oppervlakte van 5590 ha, in 1998 voorgesteld als Habitatrichtlijngebied. In 2006 is daarnaast het grotere Natura 2000-natuurgebied Gorges de la Vis et Cirque de Navacelles geklasseerd als Zone de protection spéciale.
- Bibliothèque nationale de France: cb12390570c (data)
- Système universitaire de documentation: 032992483
- Virtual International Authority File: 33144647638560575097